# Wschodnie obietnice

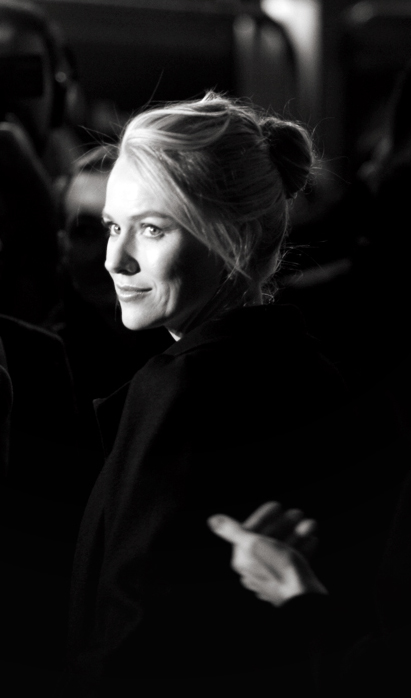
Naomi Watts na premierze filmu podczas Festiwalu Filmowego w Londynie.

Wschodnie obietnice (ang. Eastern Promises) − koprodukcja Wielkiej Brytanii, Kanady i Stanów Zjednoczonych z 2007 roku w reżyserii Davida Cronenberga. Film otrzymał siedem nagród Genie, w tym dla najlepszego scenariusza.

## Opis fabuły
Boże Narodzenie. Podczas porodu w jednym z londyńskich szpitali umiera z wykrwawienia młoda Rosjanka. Anna Chitrowa (Naomi Watts), pielęgniarka, która uczestniczyła przy porodzie, postanawia odnaleźć rodzinę nowo narodzonej dziewczynki. Jedyną poszlaką jest pozostawiony pamiętnik. Okazuje się, że dziewczyna była prostytutką, a pamiętnik jest jedynym dowodem przeciwko mafii zajmującej się handlem "żywym towarem". Anna tym samym ściąga na siebie niebezpieczeństwo.

## Obsada
- Viggo Mortensen jako Nikołaj Łużyn
- Naomi Watts jako Anna Chitrowa
- Vincent Cassel jako Kirył
- Armin Mueller-Stahl jako Siemion
- Jerzy Skolimowski jako Stiepan
- Mina E. Mina jako Azim
- Sinéad Cusack jako Helen
- Donald Sumpter jako Jurij
- Sarah-Jeanne Labrosse jako Tatiana
- Dan Fleury jako Andriej